# رضا قفل ساز
رضا قفل ساز (بالفارسية: رضا قفل‌ساز)، من مواليد 21 فبراير 1951، هو لاعب كرة قدم إيراني معتزل، كان يلعب حارس المرمى، لعب مع المنتخب الإيراني في دورة الألعاب الأولمبية سنة 1972 في مدينة ميونخ بألمانيا الغربية، لعب مع نادي باس الإيراني من سنة 1973 إلى سنة 1978.